# Oncis cinerea
Oncis cinerea is een slakkensoort uit de familie van de Onchidiidae. De wetenschappelijke naam van de soort is voor het eerst geldig gepubliceerd in 1917 door Odhner.